# NGC 3719
NGC 3719 est une vaste galaxie spirale située dans la constellation du Lion. NGC 3719 a été découverte par l'astronome prussien Heinrich d'Arrest en 1866.

## Caractéristiques
La classe de luminosité de NGC 3719 est II-III et elle présente une large raie HI.

### Distance
Sa vitesse par rapport au fond diffus cosmologique est de 6 208 ± 26 km/s, ce qui correspond à une distance de Hubble de 91,6 ± 6,4 Mpc (∼299 millions d'al).
À ce jour, sept mesures non basées sur le décalage vers le rouge (redshift) donnent une distance de 88,571 ± 16,148 Mpc (∼289 millions d'al), ce qui est l'intérieur des valeurs de la distance de Hubble.

### Galaxie active
C'est aussi une galaxie active à raies d’émissions optiques étroites (NLAGN).

### Radiogalaxie
Selon la base de données Simbad, NGC 3719 est une radiogalaxie.

## Groupe de NGC 3719
NGC 3719 est le membre le plus gros d'un trio de galaxies qui porte son nom. Les deux autres galaxies du groupe de NGC 3719 sont NGC 3720 et UGC 6568, noté 1133+0025 dans l'article de Mahtessian, une abréviation de CGCG 1133.1+0025. La base de données NASA/IPAC mentionne sur la base d'un article paru en 1973 que UGC 6568 est une galaxie isolée, ce qui semble définitivement ne pas être le cas.

### Paire de galaxies
Les galaxies NGC 3719 et NGC 3720 forment une paire de galaxies spirales (S+S),.